# Пирин (национален парк)
Вижте пояснителната страница за други значения на Пирин.
Национален парк „Пирин“ обхваща по-голямата част от планината Пирин, разположена в Югозападна България. Национален парк „Пирин“ е един от трите национални парка в Република България. Другите два са „Рила“ и „Централен Балкан“.
Паркът заема значителна част от планината Пирин. В исторически план границите и размерът на националния парк са претърпели много промени.
Народен парк Вихрен е създаден на 8 ноември 1962 г. с цел опазване на горските масиви, разположени в най-високите части на планината. Паркът имал площ от около 6200 хектара, което е малка част от днешната му територия. През 1974 г. с указ на министерството на горите той е преименуван на Народен парк Пирин, а територията му е значително увеличена.
Отделна дирекция, която отговаря за опазването и развитието на парка, е създадена през 1979 г. Седалището на тази дирекция е в град Банско. За Национален парк е обявен през 1998 г. след приемането на Закона за защитените територии в Република България. Територията на националния парк е 40 332,4 хектара. Управлението на парка, след като той получава статут на национален парк, е задача на Министерството на околната среда и водите.
Националният парк граничи с общините Гоце Делчев, Банско, Разлог, Симитли, Кресна, Струмяни и Сандански.
В рамките на националния парк се намират два природни резервата – Баюви дупки - Джинджирица, който е един от най-старите резервати в България, и резерват Юлен. Резерват Баюви дупки – Джинджирица е част от мрежата на биосферните резервати по програмата „Човек и биосфера“ на ЮНЕСКО.
През 1983 година паркът е обявен за една от териториите от световно значение, които се намират в Европа.

## Име
Когато в древността славяните заселват планината, те я оприличават на своя бог Перун, откъдето идва и днешното ѝ име.

## Флора
Голямото разнообразие в релефно отношение е причина за изключителното разнообразие на растителния свят. Паркът „Пирин“ е една от най-интересните за ботаниката местности в България. Първите сведения за флората на местността, в която се намира днешният парк, са от произведенията на ботаника Аугуст Гризебах, които са написани през първата половина на XIX век. Това са първите писмени сведения, в които се съобщава за вида бяла мура на територията на Балканския полуостров. Основни проучвания на флората на Пирин са правени през края на XIX век и началото на XX век.
На територията на национален парк „Пирин“ са установени около 1300 вида висши растения, което представлява повече от 30% от всички висши растения, които се срещат на територията на Република България. Освен тези висши растения са установени още над 300 вида мъхове и голямо количество водорасли.
Националният парк представлява особен интерес с големия брой ендемични видове, които могат да се видят тук. Установени са 18 вида локални ендемити, 15 български и много балкански ендемити. Локалните ендемити на националния парк са пирински мак, пиринска ливадина, урумов и кожухаров окситропис, яворкова клопачка, пиринска мащерка, давидов лопен, пиринска власатка и други. От българските ендемити интерес представляват видовете фердинандова гъшарка, урумов кривец, българско вятърче, костова тлъстига и др. Балканските ендемити, които се срещат тук са няколко десетки. Такива видове са бялата мура, златистата кандилка, дребнолюспестият карамфил, балканският зановец и др.
Голям е броят на видовете защитени от Закона за защита на природата или включени в списъци на защитени или редки животни. Характерен представител на тези видове, който се среща на територията на парка, е еделвайса, който с времето се е превърнал в символ на Пирин планина. Общият брой на защитените от закона видове е близо 60, а броят на видовете, присъстващи в Червената книга на България – 126.
На територията на национален парк „Пирин“ са обособени три растителни пояса – горски, субалпийски и алпийски. Това се дължи на сравнително голямата надморска височина на целия парк.

### Горски растителен пояс
Растителността в горския пояс е изградена от някои от най-характерните за България иглолистни горски видове, като бял бор, черен бор и обикновена ела. В по-ниските части на парка, както и на отделни места по по-високите, се срещат дървета от обикновен бук, но за разлика от други места, тук букът не изгражда същински горски масиви, а участва предимно като примесен вид в другите гори.
Горите, изградени предимно от ела, обикновен смърч и бук, покриват най-вече по-влажните райони, районите, както и частите от планинския склон, с по-ограничено слънчево греене. Белият и черният бор покриват противоположните по характер райони, където почвата е по-суха, а температурите – по-високи. Най-добре обособените съобщества от бял и черен бор са разположени по южните и източните склонове на планината.
За този растителен пояс са характерни множество различни по характер растителни съобщества. Освен характерните за тази надморска височина горски съобщества се срещат още и ливадни и скални. Това се дължи най-вече на разнообразието на релефа, както и на някои климатични особености.

### Субалпийски растителен пояс
Растителността в субалпийския растителен пояс до голяма степен наподобява съответната растителност в Рила планина. Характерни за този пояс растения са предимно клек и сибирска хвойна. Интерес за ботаниката представляват големият брой тревни видове, които са представени по ливадите, намиращи се тук. Големи територии са покрити с типична пасищна растителност, което е по-характерно за по-високия алпийски пояс.
Интерес представляват също и съобществата, изградени от качулата гъжва, мощна власатка и други. Тези видове са ендемични и това е едно от местата, където могат да се получат сведения за тях. В субалпийския растителен пояс са разположени голям брой водни басейни – предимно езера и малки потоци. Това е предпоставка за добро развитие на водораслите. Около водните басейни се срещат също и представители на род острица.

### Алпийски растителен пояс
В Пирин планина този пояс е много добре изразен и е един от най-разнообразните в растително отношение за цялата страна. Както в целия национален парк, така и тук се срещат множество ендемични видове. Най-големи са териториите, покрити с тревна растителност и тези със скална покривка.

## Фауна
Голямото разнообразие на релефа, както и това, че планината има меридионална ориентация, е предпоставка за голямо разнообразие на животинския свят. Друга важна предпоставка за това разнообразие е фактът, че планината се намира в по-южните части на България. В националния парк се опазват огромен брой животни, като много от тях са характерни за много по-южни райони.

### Безгръбначни животни
Установени са около 2090 вида и подвида безгръбначни животни, между които са близо 300 редки вида, 214 ендемични вида, 175 реликтни вида, както и 15 животни включени в международни списъци на застрашените от изчезване видове. Фауната на Национален парк Пирин все още е в процес на изучаване, като се предполага, че при откриването на безгръбначни животни са открити едва половината от всички животни, които се срещат тук.
Национален парк Пирин е едно от най-важните места за развитие на таксономията в България. От ендемичните видове, които се срещат тук, локални ендемити са 39 вида. За тези видове важно е, че 100% от популацията им е ограничена на територията на планината. Това поставя тези видове в категория животни от световно значение. Българските ендемити са 67 вида, а балканските ендемити – 123. Огромен за тази територия е броят на реликтните видове – 27 преглациални реликта и 149 глациални реликта.

### Гръбначни животни
На територията на национален парк „Пирин“ са установени 6 вида риби, което представлява около 6% от всички сладководни видове риби, които могат да се видят в България. Особен интерес представляват видовете дъгова пъстърва и сивен, които не са характерни за Европа. Основно тези видове се срещат в Северна Америка, а на територията на националния парк са внесени по изкуствен път посредством зарибителен материал.
Не е сигурно това, че в парка се среща планински кефал, тъй като този вид е забелязван неведнъж, но информацията не е била потвърдена. Един от видовете, които преди години са обитавали водите на националния парк – обикновена змиорка, се счита за напълно изчезнал от територията на парка. Той е включен в Червената книга на България в категория изчезнали.
От класовете земноводни и влечуги в националния парк се срещат общо 19 вида, от които 8 вида са земноводни, а 11 – влечуги. Реликтните видове земноводни и влечуги, които се срещат тук, са планинската водна жаба, живородният гущер и усойницата. Македонският гущер е балкански ендемит.
Голям е броят на птиците, които могат да се видят на територията на парка – близо 160. Това е изключително голям брой, тъй като представлява около 40% от всички птичи видове, които се срещат в България. Срещат се реликтните видове пернатонога кукумявка, белогръб кълвач и трипръст кълвач. Голям е броят на Балканските ендемични птичи видове. От тях се срещат белогьрбият кълвач, балканската чучулига, алпийската завирушка, качулатият синигер, скалната зидарка и др. Близо 150 е броят на птици, които са сегмент от основната част от плана за управление на парка. Това се дължи на техния природозащитен статут.
От бозайниците са установени 45 вида сухоземни бозайници, което представлява близо 50% от всички сухоземни бозайници, които се срещат в страната. Освен това се срещат 12 вида прилепи, като всички прилепи са защитени от Закона за защита на природата. Особен интерес представлява снежната полевка, тъй като е глациален реликтен вид. Интерес представлява и дивата коза, която е балкански ендемит. В Червената книга на България са включени 5 вида бозайници. За видове, нуждаещи се от специални мерки за опазване, са обявени кафявата мечка и дивата коза.
Голям брой гръбначни животни са определени като животни, нуждаещи се от специални мерки за защита и опазване. Най-голям брой такива животни има сред птиците. Някои от тези птици са малък креслив орел, малък орел, скален орел, ловен сокол, сокол скитник, глухар, планински кеклик, горски бекас, гълъб хралупар, белогръб кълвач, трипръст кълвач и други. Причината за създаването на специални мерки за опазването на определени видове животни е това, че броят на техните популации в парка постепенно намалява. 31 вида птици от тези, които се срещат тук, са включени в Червената книга на България.

## Историческо наследство
- Пирин като неголяма част от някогашната антична Македония пази следите на много древни и величествени култури – тракийска, старогръцка, римска, византийска, славянска и прабългарска. Вероятно затова хората в този край ревностно пазят своето възрожденско архитектурно, етнографско, изобразително и фолклорно богатство.

- Част от уникалната атмосфера на Банско се дължи на църквите „Успение Богородично“ и „Света Троица“, на къщите музеи на Неофит Рилски и на Никола Вапцаров.

- Разлог се отличава с много запазени старинни обичаи, като кукерското шествие на 1 януари и фолклорния народен събор „Пирин пее“.

- Самият град Мелник е обявен за исторически и културен паметник. Част от неговите забележителности са Кордопуловата, Пасковата и Византийската къща, а на 4 km от Мелник се намира Роженският манастир.

- Под днешния град Сандански лежат останките на античен град. От тракийското племе меди, обитавало околностите му, произхожда Спартак.

- Близо до Симитли се намира църквата „Свети Архангел Михаил“.

## Управление
В миналото паркът е управляван от различни правителствени организации. До 1998 година паркът се управлява от централното горско ведомство. По-късно, след приемането на Закона за защитените територии в края на 1998 г. управлението на парка става задача на Министерството на околната среда и водите. Дирекция, отговаряща за парка към министерството на околната среда и водите, съществува от началото на 1999 г. Основните задачи на Дирекцията на национален парк Пирин е опазването и управлението на парка. Седалището на образуваната дирекция е в град Банско. По-късно Дирекцията на парка става пряко подчинена на дирекцията на Националните паркове.
Паркът е разделен на няколко зони с различен режим. Зоните са:
- Територии със строг режим – това са териториите, заети от резервати. Те представляват над 15% от цялата територия на националния парк.
- Територии с временен статут на защита. Тези територии са около 3% от площта на парка.
- В останалите територии, които са близо 82% от цялата площ, е разрешена човешка намеса. В тях влизат територии с туристически и защитни функции.

За улесняване на управлението на парка той е разделен на следните паркови райони:
- Парков район „Вихрен“
- Парков район „Безбог“
- Парков район „Баюви дупки“
- Парков район „Каменица“
- Парков район „Синаница“
- Парков район „Трите реки“

## Паркови райони

### Парков район „Вихрен“
Парков район „Вихрен“ е парковият район от национален парк „Пирин“ с най-развитата туристическа мрежа. Това се дължи на непосредствената близост на парковия район с град Банско. Самият град е със силно развит туризъм, което допълнително допринася за броя на туристите в този парков район. Основните туристически забележителности в парков район „Вихрен“ са реките Демяница и Бъндерица и езерата Василашки езера, Типицки езера, Дългото, Рибното и други езера, както и различни скални порти.
В този район се намира една от най-големите природни забележителност на националния парк – Байкушевата мура, която със своята възраст от над 1300 години е едно от най-старите дървета в България. Байкушевата мура е от вида черна мура.
В границите на парков район „Вихрен“ се намира връх Вихрен, който е най-високият връх в Пирин планина – 2914 метра. Върхът привлича множество туристи и алпинисти.